# Il sistema periodico
Il sistema periodico è il quinto libro pubblicato da Primo Levi. Si tratta di una raccolta di racconti edita nel 1975.

## Contenuto
L'opera raccoglie 21 racconti, ciascuno intitolato con il nome di un elemento della tavola periodica degli elementi, ad esso in qualche modo collegato. I temi sono numerosi, incentrati sulla vita professionale di chimico e contenuti in una cornice autobiografica. Dai primi esperimenti ai primi impieghi, dalle esperienze di vita nei lager nazisti ai racconti – veri o di fantasia – legati al mestiere di chimico: la vita dell'autore vista attraverso il caleidoscopio della chimica.
In particolare Piombo e Mercurio sono due racconti di fantasia, scritti dall'autore agli inizi degli anni quaranta, mentre lavorava nella cava descritta nel racconto Nichel. Essi costituiscono le prime prove letterarie di Levi.

### I racconti
(Il sistema periodico, Ferro)

Gli elementi che danno il titolo ai racconti

1. Argon descrive l'infanzia dell'autore, la comunità degli ebrei piemontesi e la loro lingua.
2. Idrogeno narra la storia di due ragazzini che sperimentano l'elettrolisi; Levi racconta di un esperimento scientifico condotto con Mario Piacenza (sotto lo pseudonimo di Enrico) che divenne anche lui chimico[1].
3. Zinco descrive la prima esercitazione di laboratorio in università e l'approccio dell'autore con la compagna di corso Rita.
4. Ferro parla dell'amicizia con Sandro, morto nell'aprile 1944 per mano dei fascisti. Levi ricorda come egli suscitò l'interesse per la chimica e la speculazione in Sandro e quest'ultimo gli avesse invece fatto conoscere la montagna ed il piacere delle cose pratiche.
5. Potassio racconta un'esperienza di laboratorio dagli effetti imprevisti.
6. Nichel descrive il primo lavoro di Primo Levi, subito dopo la laurea, nei laboratori chimici di una miniera (l'amiantifera di Balangero, anche se Levi non la nomina mai).
7. Piombo è il racconto di un cavatore di piombo che si stabilisce in un  villaggio vicino a Carbonia.
8. Mercurio racconta la vita del caporale Abrahams sull'isola Desolazione, un'isola vulcanica fittizia distante 1200 miglia a sud-ovest di Sant'Elena.
9. Fosforo riporta la sua seconda esperienza di lavoro da chimico dopo la laurea, in una fabbrica che produceva estratti ormonali. Si descrive anche l'incontro con la collega Giulia, di cui Levi si innamora, ma che si sposa con un altro uomo con il quale era fidanzata.
10. Oro racconta la cattura e la prigionia da partigiano di Primo Levi.
11. Cerio descrive come Primo Levi, durante la permanenza a Monowitz, insieme al suo amico Alberto Dalla Volta lavorino dei cilindretti di ferro-cerio trovati nel laboratorio del lager per produrre acciarini. Grazie alla loro vendita essi riuscirono a procurarsi il pane che avrebbe permesso loro di sopravvivere fino alla liberazione.
12. Cromo racconta come furono recuperate delle vernici impolmonite (solidificate), ovvero mescolandole con cloruro d'ammonio.
13. Zolfo racconta un'esperienza di lavoro di Lanza, un chimico in un'industria che riesce ad evitare un'esplosione.
14. Titanio mostra il punto di vista di una bambina di nome Maria che dialoga con un uomo che sta dipingendo i mobili e le sedie della casa.
15. Arsenico racconta la storia di un vecchio ciabattino a cui è stato regalato mezzo chilo di zucchero da un concorrente giovane. Dopo averlo fatto analizzare egli scopre che contiene arsenico.
16. Azoto descrive Levi che cerca di ricavare senza risultato l'allossana, un composto utilizzato nei cosmetici a partire dalla pollina per conto di un cliente.
17. Stagno racconta la difficoltà di Primo Levi che, dopo essersi licenziato dalla fabbrica di vernici, comincia a produrre con Emilio, un collega, dicloruro di stagno in un laboratorio chimico casalingo.
18. Uranio riporta l'incontro di Levi, in qualità di SAC (servizio assistenza clienti) per un'azienda, con Bonino. Quest'ultimo sosteneva di aver ottenuto da dei soldati tedeschi dell'uranio rivelatosi poi cadmio.
19. Argento parla dell'incontro tra Levi ed il suo compagno di università Cerrato. Dopo avergli detto che cercava delle "storie della chimica solitaria, [...] a misura d'uomo" da pubblicare il collega gli racconta di una partita di lastre fotografiche inservibili.
20. Vanadio riporta un problema della fabbrica di vernici nella quale lavora Primo Levi causato da una resina importata dalla Germania. Contattata l'azienda produttrice Levi entra in contatto con Muller, il capo del laboratorio chimico di Auschwitz. Essi iniziano una corrispondenza privata, nella quale emergono i rimorsi del chimico tedesco.
21. Carbonio narra la storia di un atomo di carbonio che si trasforma da un composto ad un altro nel corso del tempo, fino a finire nel cervello del narratore nel momento in cui scrive il punto che termina l'opera.

## Successo e influsso culturale
Il 19 ottobre 2006 la Royal Institution del Regno Unito scelse quest'opera come il miglior libro di scienza mai scritto.
La struttura della raccolta ha ispirato Grande romanzo europeo di Koen Peeters, in cui gli elementi periodici sono sostituiti dalle capitali europee. La stessa opera di Levi viene citata all'interno del romanzo.

## Edizioni
- Primo Levi, Il sistema periodico, (collana " Narratori Einaudi" n. 2; "Nuovi coralli" n. 331; "Einaudi tascabili" n. 203)[4], Einaudi, 1975,  p. 261, ISBN 88-06-05373-6.
- Il sistema periodico, introduzione di Natalia Ginzburg, Milano: Einaudi scuola ("Letture per la scuola media" n. 52), 1975, 1990 ISBN 88-286-0044-6
- Il sistema periodico, in Opere ("Biblioteca dell'Orsa" n. 6), Torino: Einaudi, 1987 ISBN 88-06-59973-9
- Il sistema periodico, in Opere, a cura di Marco Belpoliti, introduzione di Daniele Del Giudice, Torino: Einaudi ("Nuova Universale Einaudi" n. 225), 1997 ISBN 88-06-14637-8
- Il sistema periodico, a cura di Michele Bordin, Milano: Einaudi scuola ("Letteratura del Novecento"), 2000 ISBN 88-286-0434-4
- Il sistema periodico, in Tutti i racconti, a cura di Marco Belpoliti, Torino: Einaudi ("ET. Biblioteca" n. 6), 2005 ISBN 978-88-06-17917-5
- Il sistema periodico, audiolibro letto da Massimo Popolizio, Roma, edizioni Full Color Sound ("Audioracconti"), 2016 ISBN 978-88-7846-058-4